# Lampetis scabiosa
Lampetis scabiosa es una especie de escarabajo del género Lampetis, familia Buprestidae. Fue descrita científicamente por Kerremans en  1910.